# Episodi di Oltre la legge - L'informatore (seconda stagione)
La seconda stagione della serie televisiva Oltre la legge - L'informatore è stata trasmessa in anteprima negli Stati Uniti d'America dalla CBS tra il 26 ottobre 1988 e il 24 maggio 1989.
| nº | Titolo originale             | Titolo italiano | Prima TV USA     | Prima TV Italia |
| -- | ---------------------------- | --------------- | ---------------- | --------------- |
| 1  | Going Home                   |                 | 26 ottobre 1988  |                 |
| 2  | School of Hard Knox          |                 | 2 novembre 1988  |                 |
| 3  | Revenge of the Mud People    |                 | 9 novembre 1988  |                 |
| 4  | Last of the True Believers   |                 | 16 novembre 1988 |                 |
| 5  | Aria for Don Aiuppo          |                 | 7 dicembre 1988  |                 |
| 6  | 7th Avenue Freeze Out        |                 | 14 dicembre 1988 |                 |
| 7  | Next of Kin                  |                 | 21 dicembre 1988 |                 |
| 8  | All or Nothing               |                 | 11 gennaio 1989  |                 |
| 9  | Where's the Money?           |                 | 18 gennaio 1989  |                 |
| 10 | Postcard from Morocco        |                 | 25 gennaio 1989  |                 |
| 11 | Stairway to Heaven           |                 | 1º febbraio 1989 |                 |
| 12 | White Noise                  |                 | 15 febbraio 1989 |                 |
| 13 | Dead Dog Lives               |                 | 1º marzo 1989    |                 |
| 14 | And It Comes Out Here        |                 | 8 marzo 1989     |                 |
| 15 | The Rip-Off Stick            |                 | 22 marzo 1989    |                 |
| 16 | High Dollar Bop              |                 | 5 aprile 1989    |                 |
| 17 | Hip Hop on the Gravy Train   |                 | 12 aprile 1989   |                 |
| 18 | The One That Got Away        |                 | 3 maggio 1989    |                 |
| 19 | Living and Dying in 4/4 Time |                 | 10 maggio 1989   |                 |
| 20 | Call It Casaba               |                 | 17 maggio 1989   |                 |
| 21 | Le Lacrime D'Amore (Part 1)  |                 | 24 maggio 1989   |                 |
| 22 | Le Lacrime D'Amore (Part 2)  |                 | 24 maggio 1989   |                 |